# История на Елбасан
Историята на Елбасан е датирана от II век пр.н.е. Скампа е последователно в римските провинции – Македония, Илирик и Нов Епир.
Селището се приема, че е поселение на илирите, и носи името Скампа и Скампини. Поради географското си местоположение в т.нар. албанска низина попада в диоцеза на Дуръс и е епископски център. Възникването му се дължи на средищното местоположение по пътя Виа Егнация.
През VI – VII век района е заселен от славини от т.нар. българска група и името Скампа и Скампини изчезва от историческите извори. Градът е в рамките на областта Кутмичевица. На 7 km западно от града покрай новата автомагистрала за Тирана се намира манастира Свети Йоан Владимир, който (според легендата) се издига на лобното място на сръбския светец Йоан Владимир.
Днешният Елбасан се превръща в пръв център на албанските територии под османска власт по времето на Мехмед II, когато е построена и елбасанската крепост. Градът по османско време процъфтява във всяко едно отношение. В средата на XVI век е център на художествена зографска школа от която произлиза и известния Онуфрий Аргитис, който е протойерей на града.
Най-големият разцвет града бележи през следващия XVII век, когато елбасанските еснафи развиват 60 занаята и са обединени в 45 гилдии. Елбасанското еснафство има запазен и свой уникален кодекс на гилдиите с името „Табак“. Той е от 15 май 1658 г. и е най-стария на Балканите. През XVII век Елбасан наброява 2000 къщи, 900 магазина с многобройни кожарски ателиета и такива за обработка на вълна, коприна, метали и в частност за изработка на сребърни предмети и орнаменти. Елбасанските занаятчии изнасят продукцията си по цялата Османска империя и в чужбина. Това се доказва от факта на участието им в две международни изложения в Париж през 1867 г. и в Чикаго през 1894 г. Елбасан е известен и със своето оръжейно производство на пушки и пистолети. Също така през османския период в града редовно се организират панаири, като първия датира от 1381 г., т.е. от преди падането на българските земи под османска власт.
По османско време Елбасан е известен и като най-важния образователен и културен център в албанските земи. Тук е създадена елбасанска азбука, първа такава в днешните албански земи. Азбуката е дело на местния учител Теодор Хаджи Филип (1730 – 1806).
В най-ново време градът е свързан с България по време на българското управление в Косово и албанските земи по време на ПСВ. На 29 януари 1916 г. част от двадесет и трети пехотен шипченски полк на Българската армия, под командването на капитан Серафимов, заема Елбасан. Кандидат за албански княз е Кирил Преславски, братът на българския цар.